# 千代田組
株式会社千代田組（ちよだぐみ、英語: CHIYODAGUMI CORPORATION）は、東京都港区西新橋に本社を置く商社である。

## 概要
朝吹常吉により1909年（明治42年）に創業。父・朝吹英二が監査役を務める芝浦製作所（現・東芝）の製品を中心に取り扱う商社として、父の支援の下設立された。現在も東芝とは資本、業務上ともに密接な関係にある。また英二や常吉が三井財閥の関係者であったため、現在も三井住友銀行やIHI、東芝などといった三井グループとの関係がある。
社名の「千代田」は千代田城（皇居の別称）に由来し、また「千代に八千代に」と君が代に歌われている通り、末長く繁栄できるようにとの意が込められた。そして「組」は、三井組や小野組、大倉組などと当時会社や商会といった意味合いがあったため、現在もなお使用されている。
主力事業は電機・機械器具の販売、インフラ設備、工場プラント設備、エネルギー、ビル設備、物流設備、ITソフトなどといった各種製品を取り扱う。

## 沿革
出典：
- 1909年（明治42年）1月2日 - 東京府東京市京橋区元数寄屋町4丁目7番地（現・銀座5丁目）にて創業。
- 1912年（大正元年）- 芝浦製作所と特約販売契約を締結。
- 1918年（大正7年）7月30日 - 株式会社に改組。
- 1922年（大正11年）- 本店を東京府東京市麹町区丸ノ内の丸ノ内ビルヂングに移転。
- 1929年（昭和4年）- 本店を東京市麹町区有楽町の帝国生命ビルに移転。
- 1938年（昭和13年）- 千代田組銀座販売店を独立させ、萬寿企業株式会社を設立。
- 1944年（昭和19年）- 本店を東京都日本橋区の旧三井銀行呉服橋支店跡に移転。
- 1945年（昭和20年）3月10日 - 東京大空襲により日本橋にあった本店を消失。
- 1947年（昭和22年）2月 - 兄弟会社として千代田工販株式会社を東京都芝区浜松町2丁目11番地に設立。
- 1952年（昭和27年）- 本店を東京都千代田区丸の内の日比谷朝日生命館（旧・帝国生命ビル）に移転。
- 1967年（昭和42年）- 千代田重機株式会社（現・千代田機電）を設立。
- 1984年（昭和59年）- メキシコに合弁会社、現地拠点を設立。
- 1997年（平成9年）- 千代田組香港有限公司を設立。
- 2000年（平成12年）- 本店を東京都千代田区内幸町の富国生命ビルに移転。
- 2012年（平成24年）- 本店を東京都港区西新橋の日比谷セントラルビルに移転。
- 2017年（平成29年）- 株式会社ヤマナカを子会社化。
- 2019年（令和元年）- 株式会社フジコー環境システム（現・千代田冷熱システム）、及び株式会社マイダスを子会社化。
- 2020年（令和2年）- ジャパングリッドギア株式会社を子会社化。

## 事業所
- 本店 - 東京都港区西新橋1-2-9　日比谷セントラルビル
  - 新潟営業所 - 新潟県新潟市中央区東大通1-2-25　北越第一ビルディング
  - 東関東営業所 - 千葉県千葉市中央区登戸1-26-1　朝日生命千葉登戸ビル
  - 富士営業所 - 静岡県富士市伝法3098-9　フジフォワードビル
  - 神奈川営業所 - 神奈川県相模原市南区相模大野7-2-3　セイユービル2F　東芝エレベータ株式会社相模原支店内
- 北海道支店 - 北海道札幌市中央区北3条西 4丁目1-1　日本生命札幌ビル
  - 苫小牧営業所 - 北海道苫小牧市表町2-1-14　王子不動産第3ビル
- 東北支店 - 宮城県仙台市青葉区一番町4-6-1 仙台第一生命タワービルディング
- 北陸支店 - 石川県金沢市上堤町1-12　金沢南町ビルディング 
  - 富山営業所 - 富山県富山市桜橋通り6-11　富山フコク生命第2ビル
  - 福井営業所 - 福井県福井市大手3-1-1　システム大手ビル
- 中部支店 - 愛知県名古屋市中区錦1-13-26　名古屋伏見スクエアビル
- 関西支店 - 大阪府大阪市中央区今橋4-1-1　淀屋橋三井ビルディング
- 中国支店 - 広島県広島市中区立町2-27　メットライフ広島立町ビル
  - 福山営業所 - 広島県福山市紅葉町2-27　日本生命福山ビル
  - 徳山営業所 - 山口県周南市本町1-3　大同生命徳山ビル
  - 宇部営業所 - 山口県宇部市相生町5-10　城南ビル
- 四国支店 - 香川県高松市寿町2-1-1　高松第一生命ビルディング新館
  - 愛媛営業所 - 愛媛県四国中央市三島宮川3-16-17　飛鷹ビル
- 九州支店 - 福岡県福岡市博多区博多駅前 1-1-1　博多新三井ビルディング
  - 東九州営業所 - 大分県大分市都町1-2-19　大分都町第一生命ビルディング
  - 宮崎出張所 - 宮崎県延岡市北町2-3-7　損保ジャパン延岡ビル

## グループ会社
- 国内
  - 萬寿企業株式会社 - 東京都港区西新橋1-2-9　日比谷セントラルビル
  - 千代田機電株式会社 - 石川県金沢市新保本4-65-12
  - 株式会社ヤマナカ - 東京都墨田区亀沢3-13-4
  - 株式会社千代田冷熱システム - 神奈川県座間市相模が丘6-38-1
  - 株式会社マイダス - 長野県諏訪郡下諏訪町東赤砂4704-3-1
  - ジャパングリッドギア株式会社 - 大阪府大阪市大正区鶴町3-1-17

- 国外
  - 千太貿易有限公司 - 中国
  - 台灣千代田組股份有限公司 - 台湾
  - 株式会社韓国千代田組 - 韓国
  - Chiyodagumi Asia-Pacific Co.,Ltd. - タイ
  - CHIYODAGUMI DE MEXICO S.A.DE C.V. - メキシコ

## 脚註
1. ↑  “千代田組の企業研究”. iroots search. 2023年3月5日閲覧。
2. 1 2  『千代田組 百年史』株式会社千代田組、2009年3月。